# Kvemo Achabeti
Kvemo Achabeti (en georgiano: ქვემო აჩაბეთი) o Dallag Atsabet (en osetio: Дæллаг Ацабет) es un pueblo que pertenece a la parcialmente reconocida República de Osetia del Sur, parte del distrito de Tsjinval, aunque de iure pertenece al municipio de Kurta de la región de Iberia Interior de Georgia.

## Geografía
Kvemo Achabeti se encuentra en el lado derecho del río Gran Liajvi, a 3 km de Tsjinvali. La aldea se administra desde el pueblo de Kurta. 

## Historia
Desde 1469, la aldea de Achabeti se menciona como la residencia de los Machabeli, quienes eran la guardia real y gobernaban casi todo el valle del Liajvi.
De 1922 a 1990, formó parte del distrito de Tsjinval del óblast autónomo de Osetia del Sur. De 1990 a 2006, formó parte del raión de Kareli y, desde 2006, forma parte del municipio de Kurta. 
Kvemo y Zemo Achabeti quedaron arrasados por la guerra ruso-georgiana. Fue primero bombardeada, luego incendiada y, finalmente, según testigos presenciales, completamente destruida con equipo especial y arrasada.

## Demografía
La evolución demográfica de Kvemo Achabeti entre 116 y 2002 fue la siguiente:
| 336                                                      | 283 | 433 | 488 | 562 | 692 | 669 | 574 |
| (Fuente: Population of South Ossetia since Soviet times) |     |     |     |     |     |     |     |

Según el censo soviético de 1959, la mayoría de la población local eran georgianos.  En los distintos censos, la composición étnica del pueblo era la siguiente:
|              | 1916      | 1916       | 1989      | 1989       | 2002      | 2002       |
| Grupo étnico | Población | Porcentaje | Población | Porcentaje | Población | Porcentaje |
| ------------ | --------- | ---------- | --------- | ---------- | --------- | ---------- |
| Georgianos   | 336       | 100%       | 636       | 95%        | 529       | 92%        |
| Osetios      | 0         | 0%         | 33        | 5%         | 45        | 8%         |
| Total        | 336       | 100%       | 601       | 100%       | 574       | 100%       |